# Kompensatorisches anti-inflammatorisches Response-Syndrom
Als kompensatorisches anti-inflammatorisches Response-Syndrom (Compensatory Anti-inflammatory Response Syndrome, CARS) wird die Reaktion des Immunsystems bezeichnet, die einer systemischen Entzündungsantwort (Systemic inflammatory response syndrome, SIRS) folgt.
Das CARS zeigt sich als komplexes Muster von immunologischen Reaktionen. So werden anti-inflammatorische Mediatoren wie Interleukin-(IL)-10, IL-4, IL-13 oder TGF-beta freigesetzt.
Das Ziel dieser Reaktionen ist die Wiederherstellung der Homöostase nach einem SIRS durch Herunterregulation des Immunsystems. Zeitpunkt und Ausmaß des CARS stehen möglicherweise in direktem Zusammenhang mit den klinischen Auswirkungen eines SIRS.
Das Konzept wurde 1997 von Roger Bone formuliert.